# Пус (Белуно)
Пус (итал. Pus) је насеље у Италији у округу Белуно, региону Венето.
Према процени из 2011. у насељу је живело 28 становника. Насеље се налази на надморској висини од 918 м.